# بوريس تشيرتوك
بوريس يفيسيفيتش تشيرتوك (بالروسية: ори́с Евсе́евич Черто́к) كان مهندس كهرباء سوفيتيًّا، عمل على تصميم نظم التحكم ضمن برنامج الفضاء السوفيتي وعمل لاحقًا في وكالة الفضاء الاتحادية الروسية رسكوزموس.
وهو مؤلف كتاب «الصواريخ والناس» - كتاب من 4 مجلدات - وهو عمل مرجعي لتاريخ برنامج الفضاء السوفيتي. قُدمت ترجمة إنجليزية للكتاب حررها عاصف عزام صديقي، والترجمة منشورة على موقع ناسا.